# Yozgat
Yozgat è una città capitale dell'omonima provincia nella Regione dell'Anatolia Centrale in Turchia. Secondo il censimento del 2009 la popolazione del distretto di Yozgat (la provincia si suddivide infatti in 14 distretti) è di 113 614 persone, delle quali 73 835 vivono nella città di Yozgat.

## Storia
Dopo la decadenza di Tavium (Büyüknefes), vecchio centro amministrativo della regione, Çapanoğlu, il capostipite di una potente famiglia feudale, fondò un nuovo paese chiamato Bozok.
Yozgat fu annessa all'Impero ottomano nel 1398.
Intorno al 1911 fu il capoluogo di un Sangiaccato dell'Impero Ottomano nella Provincia di Ankara.
La terra del Sangiaccato era molto fertile e vi erano buoni pascoli adatti all'allevamento di bovini, cavalli e perfino cammelli destinati ai lavori dell'agricoltura locale ed al commercio estero.
Vi era anche un fiorente commercio di "robbia gialla" (un colorante vegetale) e di mohair, una fibra tessile animale con caratteristiche simili alla seta, ricavato dal pelo della capra d'Angora.

## Geografia fisica

### Territorio
La città si trova ad un'altitudine di 1.335 m., situata a 170 km ad est di Ankara, vicina al termine di una stretta valle nella quale passa la strada che da Ankara porta a Sivas. Come la gran parte dell'altopiano anatolico le terre intorno a Yozgat sono state disboscate nel corso di migliaia di anni a causa degli insediamenti umani. Questo fatto rende il clima più estremo sia in estate che in inverno. Tuttavia la Turchia ha compiuto notevoli sforzi per riforestare almeno una parte della regione.

### Clima
Yozgat ha un clima continentale (Classificazione dei climi di Köppen) con inverni gelidi a causa della sua posizione interna ed estati calde e secche. In estate nelle ore centrali della giornata spesso si superano i 30 °C, mentre nel culmine della stagione invernale le temperature possono scendere fino a -20 °C.
| Dati meteorologici di Yozgat       | Mesi | Mesi | Mesi | Mesi | Mesi | Mesi | Mesi | Mesi | Mesi | Mesi | Mesi | Mesi | Stagioni | Stagioni | Stagioni | Stagioni | Anno  |
| Dati meteorologici di Yozgat       | Gen  | Feb  | Mar  | Apr  | Mag  | Giu  | Lug  | Ago  | Set  | Ott  | Nov  | Dic  | Inv      | Pri      | Est      | Aut      | Anno  |
| ---------------------------------- | ---- | ---- | ---- | ---- | ---- | ---- | ---- | ---- | ---- | ---- | ---- | ---- | -------- | -------- | -------- | -------- | ----- |
| T. max. media (°C)                 | 2,2  | 3,5  | 8,2  | 13,9 | 18,6 | 22,7 | 26,1 | 26,5 | 22,9 | 16,8 | 9,9  | 4,3  | 3,3      | 13,6     | 25,1     | 16,5     | 14,6  |
| T. min. media (°C)                 | −5,3 | −4,6 | −1,4 | 3,4  | 7,3  | 10,5 | 13,0 | 13,2 | 9,6  | 5,5  | 0,4  | −3,0 | −4,3     | 3,1      | 12,2     | 5,2      | 4,1   |
| Giorni di pioggia                  | 13,3 | 13,1 | 13,3 | 14,2 | 14,0 | 9,2  | 4,0  | 3,3  | 4,8  | 8,3  | 10,0 | 13,3 | 39,7     | 41,5     | 16,5     | 23,1     | 120,8 |
| Eliofania assoluta (ore al giorno) | 3    | 4    | 5,3  | 6,4  | 8,2  | 10,1 | 11,1 | 10,9 | 9,0  | 6,6  | 4,6  | 3,0  | 3,3      | 6,6      | 10,7     | 6,7      | 6,8   |

## Attrazioni principali
Le principali attrazioni della città di Yozgat sono la Torre dell'Orologio costruita nel 1908 e la Moschea Çapanoğlu costruita dalla famiglia Çapanoğlu che fondò Yozgat.
Da segnalare anche il parco nazionale "Yozgat Pine Grove", situato 5 km a sud della città, che copre un'area di 264 ettari ed è formato da diverse varietà di pini.